# Damon Johnson
Damon Rogers Johnson (* 13. července 1964 Macon, Georgie, USA) je americký zpěvák a kytarista. Je zakládajícím členem skupiny Brother Cane. V letech 2004–2007 a znovu od roku 2009 je členem doprovodné skupiny Alice Coopera. Od roku 2007 je členem country skupiny Whiskey Falls. V roce 2011 nahradil Richarda Furtuse ve skupině Thin Lizzy.